# Bengt Rosell
Bengt Rosell,, född 9 mars 1926, död 18 december 2015, startade 1954 tillsammans med Ingemar Boman underklädesbutiken Fynd i Alingsås, vilket lade grunden till butikskedjan Lindex.